# Lanfranc
Canterburyi Lanfranc (latinul: Lanfrancus Cantuariensis) (1006 körül – 1089. május 24.) lombard származású klerikus, Canterbury érseke 1070-től haláláig.

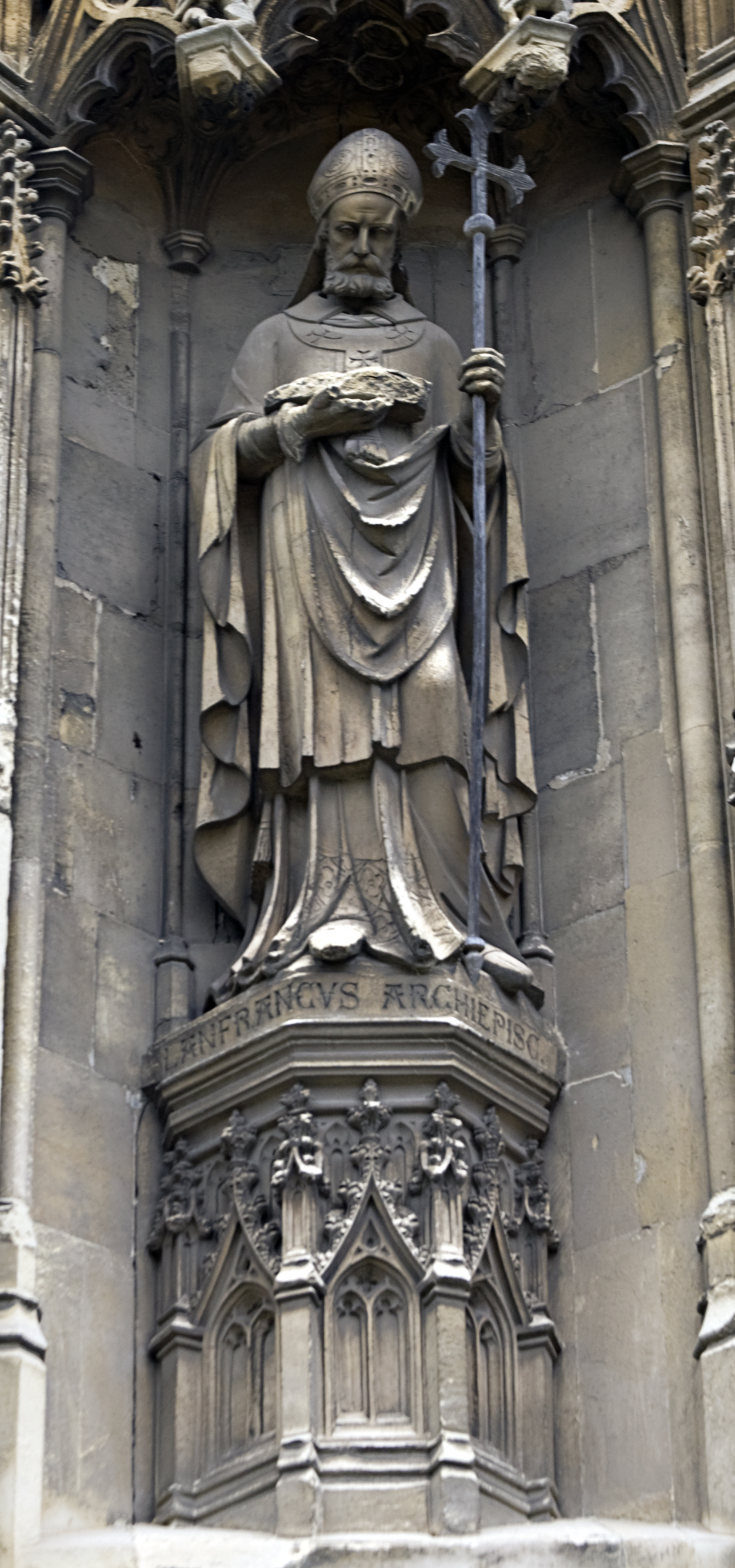
Lanfranc szobra a canterburyi katedrálison

## Iskolái
Lanfranc Paviában született, korán árvaságra jutott. A később keletkezett hagyomány szerint atyja, Hanbald a városi magistratúrához tartozott.
Gondos oktatásban részesült a hét szabad művészet tárgyaiban, arra azonban nincs kézzelfogható bizonyíték, hogy szerepet játszott volna a római jog újbóli felfedezésében és terjesztésében, ami akkoriban bontakozott ki Észak-Itáliában. Ismeretlen időpontban Galliába ment, ahol tanítói állást kapott, melynek gyakorlása során kiemelkedő sikereket ért el. 1039-ben Avranches katedrálisa iskolájának „mestereként” három évig tanított. 1042-ben a nem sokkal korábban alapított Bec kolostorába vonult, ahol 1045-ig élt a világtól elzárkózva.
Itt Herluin apát, az apátság alapítója rávette arra, hogy iskolát nyisson a monostorban. Az iskolában már a kezdetektől a totius Latinitatis magister, azaz a minden latinság magistere címet viselte. Nemcsak Galliából, hanem Flandriából, Germániából és Itáliából is érkeztek tanulói, akik később magas egyházi pozíciókat töltöttek be. Egyik tanítványa volt valószínűleg Baggiói Albert, a későbbi II. Sándor pápa. Egy másik tanítványa, Anselm de Bec pedig Lanfranc utóda lett Canterburyben.
Lanfranc a tanítói tevékenységét az egyházreform szolgálatába állította. Kedvenc témái a logika és a teológiai dogmatika volt – ez utóbbiban olyan nagy hírnévre tett szert, hogy a pápaság őt bízta meg az átlényegülés tanának a megvédésével Tours-i Berengár tanításával szemben. Ezt nagy buzgalommal hajtotta végre, noha Berengár személyes jóbarátja volt. Lanfranc az ortodoxia támogatójaként lépett fel az 1050-es Vercelliben, az 1054-ben Tours-ban és 1059-ben Rómában tartott zsinatokon is. A vita lényegét és saját elképzeléseit a jóval az események után 1079-ben írt, De corpore et sanguine Domini (Krisztus testéről és véréről) című írásában fejti ki, amikor már Berengár tanai hivatalosan is el lettek ítélve.

## Politikai fellépése
A dogmatikai vitákon túlmenően, kifejezetten politikai vitákban is részt vett. 1053-ban ellenezte Vilmos herceg és vérrokona Flandriai Matilda házasságát. Későbbi hagyomány szerint annyira ellenezte ezt a kánoni szabályokkal ellenkező házasságot, hogy még száműzték is miatta. Azonban ekkor közbenjárt a pápánál a házasság jóváhagyásáért, amit végül meg is kapott. Ennek hatására Vilmos megbocsátott neki, és 1066-ban Caenban a Szent István-templom (Église St-Étienne) első apátja lett, amelyet a herceg épített vezeklésül a Szentszékkel szemben tanúsított engedetlenségéért. Lanfranc hatására a herceg támogatni kezdte a clunyi reformokat, amiért cserébe viszont megkapta Róma jóváhagyását a tervezett angliai expedíciójához.

## Érsekként
1067-ben Rouen érsekévé választották, azonban ő nem fogadta el ezt a tisztséget. Amikor azonban 1070. augusztus 15-én leváltották Stigand canterburyi érseket, elfogadta, hogy a helyére őt szenteljék fel, 29-én. Érsekként hozzákezdett az angol egyház megszervezéséhez. Ennek során összeütközésbe került az egyik korábbi tanítványa Bayeux-i Tamás által vezetett Yorki Érsekséggel, mivel York függetlenedni akart Canterburytől és nagyobb egyházi joghatóságot követelt Közép-Angliában (Canterbury–York-disputa). Lanfranc Rómában, ahová azért ment, hogy megkapja az érseki palliumot, Sándor pápától azt az utasítást kapta, hogy a vitát az angol egyház vezetői által tartott tanácskozáson kell megoldani. Erre 1072-ben Winchesterben került sor: ezen Lanfranc megkapta Canterbury elsőbbségi jogát, amit azonban nem tudott hivatalosan elismertetni Rómával.
Lanfranc támogatta Hódító Vilmos politikáját, amely a pápaság és a császárság közötti viszályban semleges álláspontra helyezkedett. Belpolitikai síkon azonban nagyobb buzgalommal viselkedett: meg akarta tisztítani az angol egyházat a korrupciótól, támogatta a szerzetesrendeket és igyekezett elterjeszteni a cölibátust a világi papság köreiben is. A királytól megkapta azt a jogot, hogy az egyházi ügyeket zsinatokon rendezze: Bayeux-i Odó és Saint-Calais-i Vilmos ügyei a leghíresebbek ebből a szempontból. Támogatta Vilmos politikáját az angolszászoknak normannokkal történő helyettesítésében is. Többször Lanfranc járt el megbízott kormányzóként a király távollétében.
Lanfranc legnagyobb politikai szolgálatát akkor tette Vilmosnak, amikor 1075-ben feltárta Norfolk és Hereford grófjainak összeesküvését. 1087-ben, Vilmos halála után biztosította a trónt Rufus Vilmos részére, a bárók ellenvéleménye dacára. Tevékenységével nagyban hozzájárult a normannok angliai térhódításának megszilárdulásához, és a királyi és egyházi hatalom közötti egyensúly fenntartásához.
1089. május 24-én halt meg. Ünnepnapja május 28-a. Szentként tisztelik Paviában, Becben és Bayeux-ben, de Canterburyben nem.
Életére a leghíresebb egykorú forrás Milo Crispin (†1149) Vita Lanfranci című műve volt. Fontos forrás még a „Chronicon Beccensis abbatiae” című, 14. századi kompiláció. A Monumenta Gregoriana tartalmazza a Lanfranc és VII. Gergely közötti levelezést.

## Magyarul megjelent művei
- Boldog Lanfrancus canterbury érsek könyve Az Úr testéről és véréről Tours-i Berengár ellen / Tours-i Berengár három válasza Lanfrancusnak; ford. Rokay Zoltán; Lux Color Print–Szulik Alapítvány, Óbecse, 2009 (Textus receptus)

## Fordítás
- Ez a szócikk részben vagy egészben  a   Lanfranc című angol Wikipédia-szócikk ezen változatának fordításán alapul.  Az eredeti cikk szerkesztőit annak laptörténete sorolja fel. Ez a jelzés csupán a megfogalmazás eredetét és a szerzői jogokat jelzi, nem szolgál a cikkben szereplő információk forrásmegjelöléseként.

## Magyar források
- Klaniczay Gábor (szerk.): Európa ezer éve: a középkor I-II. Osiris Kiadó, Budapest, 2005 ISBN 9633898196
- A középkori művészet történetének olvasókönyve. Szerk.: Marosi Ernő. Balassi Kiadó, 1997. "Egy korai gótikus építkezés: Canterbury" című fejezet ISBN 963-506-159-5
- Székely György: VII. Gergely. Életek és korok. Akadémiai Kiadó, 1984 ISBN 963053634x